# Toma Dănilă (actor)
Toma Dănilă  (n. 18 septembrie 1980, Piatra Neamț) este un actor și regizor român.

## Studii
- Universitatea Națională de Artă Teatrală și Cinematografică, profesori universitari Sanda Manu, Ion Cojar.
- Master în Arta Actorului, profesor universitar Adrian Pintea.

## Filmografie
- De-aș fi Peter Pan (1992)
- Vocea Inimii, serial Antena 1
- Secretul Mariei, serial Antena 1
- The Tower of song, UNATC
- In familie, serial Prima Tv
- Princes of Thieves
- The boy with x–Ray Eyes,
- Manipularea
- Anaconda 3
- Return of the Living Dead
- The Devil Inside
- Contract to Kill

- Astazi e ziua ta...Toma Danila, 18 septembrie 2006, Violeta Cristea, Jurnalul Național
- Afacerea lui Toma Danila, 31 martie 2006, Miruna Mihalcea, Jurnalul Național